# Točná
Točná (en allemand : Totschna) est un quartier pragois situé dans le nord de la capitale tchèque, appartenant à l'arrondissement de Prague 12, d'une superficie de 462,6 hectares est un quartier de Prague. En 2018, la population était de 784 habitants.
La ville est devenue une partie de Prague en 1974.